# Aeroportul Saga
Aeroportul Saga (IATA: HSG, ICAO: RJFS) este un aeroport din Saga, Prefectura Saga, Japonia ce deservește zona Saga. Aeroportul a fost tranzitat în 2023 de 483.557 de pasageri. A fost numit după zona deservită.
Situat la o altitudine de 2 m, aeroportul dispune de o singură pistă. Este operat de Prefectura Saga.